# Chromonikielina
Chromonikielina – oporowy stop niklu (80%) i chromu (20%), często z dodatkiem żelaza, odporny na korozję, maksymalna temperatura pracy 1100 °C. Stosowany do wyrobu oporników i elementów grzejnych pieców. 
- chromonikielina bezżelazowa, nichrom: Ni 80%, Cr 20%
- chromonikielina żelazowa: Ni 65%, Cr 15%, Fe 20%